# 卡洛·瑞茲 (教父)
卡洛·瑞茲（Carlo Rizzi）是馬里奧·普佐1969年小說《教父》中的虛構人物。在1972年的改編電影中由吉安尼·盧索飾演。

## 在小說和電影中
在小說中被寫成「一個龐克，在世界中進退失據」的卡洛·瑞茲出生於內華達州，因犯出事來而搬到紐約市，與桑尼·柯里昂交上了朋友。1941年，他隨桑尼參加為柯里昂大家長，犯罪頭目維托·柯里昂舉辦的驚喜生日宴，結識桑尼的妹妹康妮。兩人於1945年結婚。維托不贊成康妮嫁給這麼個西西里血統不純的犯事小弟（瑞茲爸爸是西西里人而母親出身義大利北部），但如果婚禮照西西里傳統來就同意讓他們結婚。
瑞茲對與柯里昂犯罪家族結親倍感光彩。但維托嚴令軍師湯姆·哈金禁絕瑞茲深入瞭解家族內情，光只“讓他有得餬口”。他在家族監督下經營一家小小的博彩公司，光只這樣也讓人看出他沒什麼才能。
瑞茲痛恨被岳家如此對待，於是慣性地凌虐康妮並出軌，以自證比柯里昂家族中人高出一等。康妮向自家爸媽告狀，但維托拒絕插手介入，想是要讓選錯丈夫的女兒自作自受。但其實維托很氣瑞茲卻自感無能為力，只因義大利的傳統不允許當爸的涉入自家孩子的婚姻當中。
與自家父母作風相反的桑尼難以忍受瑞茲如此對待康妮，全靠維托管束著才沒對瑞茲拳腳相向。有一次桑尼去看望時發現康妮被痛揍出黑眼圈，於是上街找到瑞茲飽以老拳，並威脅如果還敢再傷害康妮就小命不保。老羞成怒的瑞茲一心報復，偷偷搭上柯里昂家族的大敵艾米利奧·巴西尼以謀害桑尼。
瑞茲設計讓情婦打電話到自己家裏，激得懷孕的康妮大吵到得拿腰帶教訓回去。當康妮打電話告知桑尼後，抓狂的他怱忙出門去找瑞茲，於途中被堵截在收費站的車道內，命喪巴西尼手下的槍林彈雨中。
桑尼死後，維托好像就比較把瑞茲看在眼裡，許他經營一個由家族所控制的工會。當麥可在維托半退休後成為家族頭目時，他計劃遷都到內華達州。麥可待瑞茲如得力的下屬，並承諾在搬家後將視他為“左右手”，甚至還同意成為瑞茲和康妮第二個孩子的教父。然而，維托和麥可早就確知瑞茲誘陷桑尼，讓他深入家族事務只為饜其所欲。維托無法親自出手害女兒當寡婦，因此將瑞茲留給麥可，等到自己不在了之後再行處決。
維托於1955年去世，麥可接手。在瑞茲和康妮的孩子受洗同時，麥可的人承命掃蕩五大家族首腦，和在拉斯維加斯的賭場老闆莫·格林。完事後，麥可出面與瑞茲對質，說自己知道就是瑞茲陷害桑尼。他保證留瑞茲一條命，但要逐出家門。瑞茲在相信自己安全後，承認與巴西尼合謀。當他上車前往機場時，卻遭麥可的角頭兼桑尼教父彼得·克雷曼沙絞殺。
康妮很快就發覺是這麼回事。儘管身受家暴並知道瑞茲對桑尼做出了什麼事，她最初還是對麥可感到憤怒，但很快就從喪夫中恢復過來，在幾周後就為自己的口不擇言向麥可道歉。在甩脫了充滿暴力的無愛婚姻後，康妮在時隔一年左右時再婚。但在電影三部曲中，康妮怨恨麥可多年，在他們母親離世後才與他和解。她得知弗雷多在無意中背叛了家人，懇求麥可原諒他。

## 遺留
飾演卡洛·瑞茲使吉安尼·盧索成為專職「硬漢」，出現在電影和電視中。也使他成為唐·柯里昂牌義大利有機伏特加的2016年代言人。